# تايغا هاتا
تايغا هاتا (باليابانية: 畑 大雅) هو لاعب كرة قدم ياباني، ولد في 20 يناير 2002 في طوكيو في اليابان.

## وصلات خارجية
- تايغا هاتا على موقع رابطة كرة القدم اليابانية للمحترفين (اليابانية)
- تايغا هاتا على موقع قاعدة بيانات كرة القدم.إي يو (الإنجليزية)
- تايغا هاتا على موقع Soccerway.com (الإنجليزية)
- تايغا هاتا على موقع عالم كرة القدم.نت (الإنجليزية)